# Deutsch-fidschianische Beziehungen
Die Beziehungen zwischen Deutschland und Fidschi bestehen seit 1973.

## Diplomatische Beziehungen
Diplomatische Beziehungen zwischen beiden Staaten wurden am 1. August 1973 aufgenommen. In Suva unterhält Deutschland seit dem 19. August 2023 eine Botschaft. Botschafter ist derzeit Andreas Prothmann. Die Botschaft leistet zum aktuellen Zeitpunkt lediglich Nothilfe; Rechts- und Konsularaufgaben werden wie zuvor von der Deutschen Botschaft Wellington in Neuseeland bearbeitet.
Zudem befindet sich ein Honorarkonsulat in Nadi.
Fidschi selbst besitzt keine Botschaft in Deutschland, hier ist die fidschianische Botschaft in Brüssel zuständig.

## Wirtschaft und Entwicklung
Die Exporte nach Fidschi beliefen sich im Jahr 2022 auf 13,308 Millionen Euro, die Importe betrugen 1,531 Millionen Euro.
Neben Kleinstprojekten und Beiträgen zum Europäischen Entwicklungsfonds stehen in der Entwicklungspolitik Projekte zum Umweltschutz im Vordergrund. Dazu gehören insbesondere Programme zur Anpassung an den Klimawandel, zum Schutz der Biodiversität in Meer- und Küstengebieten und zum Schutz der fidschianischen Wälder.